# WannaCry
A WannaCry, WannaCrypt, vagy másik nevén a WannaCrypt0r 2017 májusában felbukkant számítógépes vírus, amelynek lényege, hogy a megfertőződött számítógépeken tárolt fájlokat zárolja a vírus és pénzösszeg megfizetéséért cserébe lehet azokat visszakapni. A vírus komoly fennakadásokat okozott többek között Nagy-Britanniában, ahol kórházak számítógépes rendszereit tette elérhetetlenné rövid időn belül, ezáltal megbénítva az adott intézmények működését. E nagyszabású internetes támadás több, mint 230 000 számítógépet fertőzött meg világszerte, összesen 99 országban és 28 nyelven hozott létre zsarolóoldalakat, amelyeken pénz fizetését követeli a fertőzött gépek felhasználóitól. Az Europol nyilatkozata alapján ezen internetes támadás eddig példa nélküli méretű.
Spanyolországban a Telefónica nevű telekommunikációs vállalatot, valamint több nagyobb méretű spanyol vállalatot bénított meg a vírus. Nagy-Britanniában a National Health Service számítógépes rendszerét, Németországban pedig a Deutsche Bahn vasúttársaság, ezen kívül a FedEx rendszerét érte támadás, többek között. A vírus gyors ütemű terjedését támasztja alá, hogy néhány óra leforgása alatt közel 100 országból jelentettek fertőzéseket.
Magyarországon a Telenor távközlési szolgáltató érintett.
Az előzetes információk alapján a WannaCry vírus a Windows operációs rendszer EternalBlue nevű biztonsági résén keresztül (is) támad. A biztonsági rést a National Security Agency fedezte fel és arra kívánta felhasználni, hogy ezen keresztül hozzáférést szerezzen ellenséges és/vagy civil célpontok Microsoft operációs rendszereket futtató számítógépein tárolt adatokhoz.

## A támadás
Az első támadás a fennálló bizonyítékok szerint 2017. május 12-én történt Ázsiában. A feltételezések szerint a támadást egy sebezhető SMB porton keresztül hajtották végre, és nem email-en keresztül terjesztették. A vírus egy nap alatt több mint 230.000 számítógépen és 150 országban jelent meg. A támadásban nagyrészt azon szervezetek számítógépei voltak érintettek, amelyeken nem volt megtalálható a Microsoft 2017 április havi biztonsági frissítése. Azon felhasználók amelyek a Microsoft Windows már nem támogatott rendszereit - úgy mint, Windows XP, illetve Microsoft Server 2003 - futtatták számítógépeiken, különösen nagy sebezhetőségi fenyegetettségnek voltak kitéve, mivel rendszereikre 2014 óta semmilyen jellegű hivatalos frissítés nem volt kibocsájtva. A Kaspersky Lab kiberbiztonsági tanulmányában megállapította azonban, hogy a fertőzött számítógépek  0,1%-án futott Windows XP és 98%-án Windows 7 operációs rendszer.